# Le Christ au Mont des Oliviers (Le Caravage)
Pour les articles homonymes, voir Le Christ au Mont des Oliviers.
Le Christ au Mont des Oliviers est un tableau de Caravage probablement peint vers 1605 et détruit à Berlin en 1945, lors des bombardements de la ville. Il n'est connu désormais que grâce à des photographies en noir et blanc.
Le tableau est inspiré d'une scène tirée des Évangiles. Il représente quatre personnages dans un jardin de nuit : il s'agit de trois des apôtres de Jésus, qui se sont endormis au lieu de veiller avec lui. Jésus est penché vers l'apôtre Pierre et lui adresse des reproches.

## Historique
Le tableau est identifié parmi la collection du marquis Giustiniani dans les récits de voyage de John George Keysler au milieu du XVIIIe siècle, ou encore dans un catalogue d'Hippolyte Delaroche en 1812.
Au XXe siècle, son attribution à Caravage pose parfois des difficultés. Cela est dû notamment au fait que le tableau est détruit lors d'un incendie en mai 1945 dans la débâcle de la ville de Berlin où il était entreposé dans un abri (et conservé auparavant au Kaiser-Friedrich Museum) ; les études ne peuvent donc se baser que sur des images en noir et blanc prises avant 1945. Alfred Moir l'intègre toutefois à son catalogue, le rangeant parmi les œuvres de la période romaine tardive vers 1605, au même titre que l'Ecce Homo, la Mort de la Vierge et la Cène à Emmaüs de Milan ; il indique que c'est à cette époque que le sentiment d'affliction devient un thème majeur de sa peinture. Sybille Ebert-Schifferer l'accepte également, avec une datation autour de 1605 ; elle renvoie par ailleurs aux inscriptions dans les catalogues raisonnés de Cinotti (1983), John T.Spike (2001) et Maurizio Marini (2005), ainsi que dans le catalogue de l'exposition sur la collection Giustiniani (2001).

## Sujet
La scène renvoie à l'Évangile selon Matthieu : la nuit de son arrestation, le Christ se rend sur le mont des Oliviers en compagnie de ses disciples. Alors qu'il se consacre à la prière, ses disciples s'endorment et Jésus le leur reproche vivement : 

« Il vient vers les disciples et les trouve en train de dormir ; et il dit à Pierre : "Ainsi, vous n'avez pas eu la force de veiller une heure avec moi ! Veillez et priez pour ne pas entrer en tentation : l'esprit est ardent mais la chair est faible." »

— Matthieu 26:40-41
 Après être ainsi revenu à trois reprises vers ses compagnons « Pierre et les deux fils de Zébédée », c'est-à-dire Jean et Jacques, il leur annonce qu'il va être arrêté : 

« Alors il vient vers les disciples et leur dit : "Désormais vous pouvez dormir et vous reposer : voici toute proche l'heure où le Fils de l'homme va être livré aux mains des pécheurs. Levez-vous ! Allons ! Voici tout proche celui qui me livre." »

— Matthieu 26:45-46.
.
La scène représentée — l'arrivée de Judas et des soldats venant arrêter Jésus — précéderait immédiatement celle représentée dans L'Arrestation du Christ peinte en 1602.

## Description
Caravage représente le moment qui précède immédiatement l'arrestation de Jésus, dans le jardin des Oliviers : le doigt pointé du Christ semble désigner Judas qui arrive accompagné des soldats[réf. souhaitée]. Les apôtres de Jésus ne parviennent pas à veiller avec lui : deux d'entre eux, à droite et au centre du tableau, se sont endormis ; et à gauche, Pierre a les yeux ouverts mais il est allongé, la tête reposant sur la main et il subit les remontrances de Jésus qui est penché vers lui. Ce choix iconographique est inhabituel pour l'époque, car le Christ est plus couramment représenté en dialogue avec un ange plutôt qu'occupé à admonester son compagnon Pierre : c'est peut-être ce choix qui a détourné l'attention des contemporains de Caravage, lesquels sont restés assez indifférents à ce tableau.
La composition est horizontale : la toile mesure 2,22 m de large pour 1,54 m de haut, ce qui l'identifie comme un format « dessus-de-porte ».